# Perisama ouma
Perisama ouma är en fjärilsart som beskrevs av Paul Dognin 1891. Perisama ouma ingår i släktet Perisama och familjen praktfjärilar. Inga underarter finns listade i Catalogue of Life.